# Georg Hildreich
Georg Hildreich (* 1547 in Görlitz; † 1. August 1617 ebenda) war Bürgermeister der Stadt Görlitz im Jahr 1615. Seine Eltern waren Georg Hildreich der Ältere und Anna Schmidt.

## Karriere und Familie
Georg Hildreich entstammte der Familie Heldreich. Im Alter von Anfang 20 Jahren heiratete er 1569 Elisabeth Willer. Seine zweite Ehefrau heiratete er im Jahr 1691. Es war Martha Schmidt von Schmiedebach, eine Tochter des Richters Georg Schmidt von Schmiedebach.
Am 27. März 1598 veranlasste Kaiser Rudolf II. einen Adels- und Wappenbrief an Georg Hildreich und seine Neffen Georg und Friedrich, nachdem die Adelsdokumente der Familie Hildreich im Jahr 1566 verbrannt waren.
Im Jahr 1603 wurde er in Görlitz Ratsherr, 1606 Schöppe und 1615 Bürgermeister.

### Ämter in der Stadtverwaltung
- 1603–1616: Weinkeller
- 1605: Landgüter
- 1605–1613: Apotheke
- 1606–1608: Salzkammer
- 1610–1614: Heide
- 1612 und 1614:Waisenherr
- 1614: Kirchvater
- 1615 und 1616: Kammer
- 1616: Bauamt

## Landbesitz
Von 1596 bis 1615 besaß Hildreich Schlauroth und von 1600 bis 1615 auch Holtendorf. Beide Güter verkaufte er an seine Söhne Johann und Carol.

## Trivia
Im Volksmund wurde Georg Hildreich der reiche Hildreich oder auch der Dicke genannt.
Er war ab 1571 bis ins 17. Jahrhundert hinein Mitglied in der Schützengilde und Mitte der 1580er Jahre fünf Mal zu Gast im Convivium Musicum.